# Virginia Slims Championships marzo 1986 - Doppio
Il doppio del torneo di tennis Virginia Slims Championships marzo 1986, facente parte del Virginia Slims World Championship Series 1986, ha avuto come vincitrici Hana Mandlíková e Wendy Turnbull che hanno battuto in finale Claudia Kohde Kilsch e Helena Suková con il punteggio di 6–4, 6–7, 6–3.

## Teste di serie
1. Martina Navrátilová /  Pam Shriver (semifinali)

1. Claudia Kohde Kilsch /  Helena Suková (finale)

## Tabellone

### Legenda
| - Q = Qualificato - WC = Wild card - LL = Lucky loser | - ALT = Alternate - SE = Special Exempt - PR = Protected Ranking | - w/o = Walkover - r = Ritirato - d = Squalificato |

|  | Primo turno                     | Primo turno                                | Primo turno                                | Primo turno | Primo turno |  |  | Semifinali | Semifinali                         | Semifinali                         | Semifinali                         | Semifinali |   |   | Finale | Finale                         | Finale | Finale | Finale |  |
|  |                                 |                                            |                                            |             |             |  |  |            |                                    |                                    |                                    |            |   |   |        |                                |        |        |        |  |
|  | 1                               | Martina Navrátilová Pam Shriver            | Martina Navrátilová Pam Shriver            | 6           | 6           |  |  |            |                                    |                                    |                                    |            |   |   |        |                                |        |        |        |  |
|  |                                 | Katerina Maleeva Manuela Maleeva-Fragniere | Katerina Maleeva Manuela Maleeva-Fragniere | 1           | 0           |  |  | 1          | Martina Navrátilová Pam Shriver    | 6                                  | 3                                  | 4          |   |   |        |                                |        |        |        |  |
|  | Hana Mandlíková Wendy Turnbull  | Hana Mandlíková Wendy Turnbull             | Hana Mandlíková Wendy Turnbull             | 6           | 6           |  |  |            | Hana Mandlíková Wendy Turnbull     | 4                                  | 6                                  | 6          |   |   |        |                                |        |        |        |  |
|  | Gigi Fernández Robin White      | Gigi Fernández Robin White                 | Gigi Fernández Robin White                 | 4           | 3           |  |  |            |                                    |                                    |                                    |            |   |   |        | Hana Mandlíková Wendy Turnbull | 6      | 6      | 6      |  |
|  | Svetlana Černeva Larisa Neiland | Svetlana Černeva Larisa Neiland            | 7                                          | 2           | 6           |  |  |            |                                    | 2                                  | Claudia Kohde Kilsch Helena Suková | 4          | 7 | 3 |        |                                |        |        |        |  |
|  | Kathy Jordan Liz Smylie         | Kathy Jordan Liz Smylie                    | 5                                          | 6           | 2           |  |  |            | Svetlana Černeva Larisa Neiland    | Svetlana Černeva Larisa Neiland    | 5                                  | 1          |   |   |        |                                |        |        |        |  |
|  | 2                               | Claudia Kohde Kilsch Helena Suková         | Claudia Kohde Kilsch Helena Suková         | 6           | 6           |  |  | 2          | Claudia Kohde Kilsch Helena Suková | Claudia Kohde Kilsch Helena Suková | 7                                  | 6          |   |   |        |                                |        |        |        |  |
|  |                                 | Bettina Bunge Eva Pfaff                    | Bettina Bunge Eva Pfaff                    | 2           | 3           |  |  |            |                                    |                                    |                                    |            |   |   |        |                                |        |        |        |  |